# Pachyiulus cedrophilus
Pachyiulus cedrophilus är en mångfotingart som först beskrevs av Carl Graf Attems 1909.  Pachyiulus cedrophilus ingår i släktet Pachyiulus och familjen kejsardubbelfotingar. Inga underarter finns listade i Catalogue of Life.